# Paweł Niewiadomski
Paweł Niewiadomski (ur. 2 marca 1987 w Ostrołęce) – polski samorządowiec i prawnik, adwokat, od 2024 prezydent Ostrołęki.

## Życiorys
Absolwent Wydziału Prawa i Administracji Uniwersytetu Kardynała Stefana Wyszyńskiego. Kształcił się podyplomowo w zakresie procedury karnej na Uniwersytecie Jagiellońskim i zarządzania w samorządzie terytorialnym w Szkole Głównej Handlowej. Uzyskał uprawnienia adwokata w ramach Izby Adwokackiej w Warszawie. Był zatrudniony w warszawskich kancelariach prawniczych, praktykował też w ramach własnej kancelarii adwokackiej w Ostrołęce. Pracował także jako nauczyciel w szkole policealnej oraz wykładowca zarządzania oświatą i zasobami ludzkimi.
Wchodził w skład rady osiedla Centrum, działał w lokalnych organizacjach społecznych, w tym w Ostrołęckim Towarzystwie Naukowym. W 2018 wybrany do rady miejskiej Ostrołęki z ramienia KWW „Nasza Ostrołęka”. W wyborach samorządowych w 2024 był kandydatem na prezydenta miasta z ramienia KWW „Nasza Ostrołęka 2024”. W pierwszej turze zdobył 29,25% głosów, co stanowiło drugi wynik. W drugiej turze poparło go 61,68% głosujących, tym samym pokonał ubiegającego się o reelekcję Łukasza Kulika.

## Życie prywatne
Żonaty, ma córkę.